# Arnulfo de Rohes
Arnulfo Malecorne de Rohes (Chocques, ? – Jerusalém, 26 de Abril de 1118), filho de um padre flamengo, foi o primeiro Patriarca Latino de Jerusalém, tendo exercido este cargo em 1099 e, posteriormente, de 1112 até à sua morte.

## Patriarca de Jerusalém
Arnulfo começou por ser tutor da freira Cecília da Normandia, filha de Guilherme, o Conquistador, conseguindo, mais tarde, que o irmão desta, Roberto I da Normandia, lhe atribuísse um bispado. Durante a Primeira cruzada, foi capelão deste cavaleiro. Após a conquista de Jerusalém, foi sugerido por Arnulfo de Marturana como candidato ao patriarcado da cidade. Embora, como inimigo de Pedro Bartolomeu e, consequentemente, de Raimundo de Tolosa, não obtivesse o apoio dos clérigos de França meridional, conseguiu ser eleito, com o apoio dos lorenos e dos normandos italianos, a 1 de Agosto de 1099. Apesar da escolha não ter sido canónica, e de a falta de moral de Arnulfo ser bastante criticada no exército, a eleição deste foi, em geral, bem aceite.
Arnulfo começou por expulsar, das igrejas, as várias seitas orientais que, sob o domínio árabe, haviam gozado de liberdade de culto. Alguns padres ortodoxos, antes do início do Cerco de Jerusalém, tinham escondido a principal porção da verdadeira cruz, e as admoestações de Arnulfo levavam, agora, à sua recusa em conceder, ao patriarca, uma relíquia tão valiosa. Arnulfo, porém, submeteu os padres a tortura e acabou por obter a cruz. Tornou deste modo inevitável um cisma, na Palestina, entre as igrejas grega e latina.
Aquando da chegada de Dagoberto de Pisa à Palestina, o mesmo conseguiu, com base no facto de a eleição de Arnulfo não ter obedecido a princípios canónicos, depor o patriarca. Arnulfo tinha muitos inimigos, e Roberto I da Normandia encontrava-se já na Europa. Assim, a 26 de Abril, foi deposto, e prontamente substituído por Dagoberto
Quando, em 1102, Dagoberto foi, também ele, deposto, Arnulfo não tentou recandidatar-se ao cargo, e deixou que Evremar, e, depois deste, Gibelin de Arles, sucessivamente, o ocupassem. Apenas após a morte deste último, em 1112 conseguiu, finalmente, recuperar a sua posição.
Em 1115, um núncio papal, Berengar, bispo de Orange, depôs Arnulfo, em consequência da celebração do casamento adúltero entre Balduíno I de Jerusalém e Adelaide del Vasto, regente da Sicília. O patriarca, porém, conseguiu persuadir o papa, em Roma, a mantê-lo, e foi assim novamente restabelecido, em 1116. Arnulfo continuou a exercer o seu cargo até morrer, a 26 de Abril de 1118.